# Catoria velutinaria
Catoria velutinaria är en fjärilsart som beskrevs av Walker 1866. Catoria velutinaria ingår i släktet Catoria och familjen mätare. Inga underarter finns listade i Catalogue of Life.